# 2022—2023年南太平洋熱帶氣旋季
2022－2023年南太平洋熱帶氣旋季，泛指在2022年7月至2023年6月內的任何時間，於南太平洋所產生的熱帶氣旋。大部份於南太平洋的熱帶氣旋通常都會於11月至4月期間形成。
本條目的範圍僅侷限於赤道以南，東經160度以東的南太平洋水域。在南太平洋產生的熱帶氣旋是由斐濟和新西蘭命名，而美国聯合颱風警報中心會把在該地區的熱帶低氣壓的編號以P字母作結。
以下各熱帶氣旋資訊以熱帶氣旋存在期間的最強形態為準。

## 已被國際命名的熱帶氣旋

### 熱帶氣旋黑爾（Hale）
1月8日凌晨1時，熱帶低氣壓07U離開澳大利亞國家氣象局責任區進入南太平洋，因此改由斐濟氣象局接續發報，凌晨2時，斐濟氣象局將其判定為熱帶低氣壓，給予編號04F。上午7時，斐濟氣象局將其升格為一級熱帶氣旋，並命名為黑爾（Hale）。下午3時，斐濟氣象局將其降格為熱帶低氣壓。

### 熱帶氣旋艾琳（Irene）
1月15日，一個低壓在索羅門群島以南形成，美國海軍研究實驗室給予擾動編號91P。
1月16日凌晨3時，斐濟氣象局判定其為一個熱帶擾動，給予編號05F。
1月18日凌晨4時 ，斐濟氣象局將其升格為熱帶低氣壓。上午9時，聯合颱風警報中心將其升格為熱帶風暴，給予編號09P。下午3時，斐濟氣象局將其升格為一級熱帶氣旋，並命名為艾琳（Irene）。
1月19日凌晨3時，斐濟氣象局將其升格為二級熱帶氣旋。下午1時，斐濟氣象局將其降格為一級熱帶氣旋。晚間6時，斐濟氣象局將其降格為熱帶低氣壓。

### 強烈熱帶氣旋加布里埃爾（Gabrielle）
2月10日下午3時，強烈熱帶氣旋加布里埃爾離開澳大利亞國家氣象局責任區進入南太平洋，因此改由斐濟氣象局接續發報。晚間9時，聯合颱風警報中心將其降格為一級熱帶氣旋。
2月11日凌晨2時，斐濟氣象局將其將降格為二級熱帶氣旋。凌晨3時，聯合颱風警報中心判定為亞熱帶風暴。
2月12日凌晨2時，斐濟氣象局，判定為溫帶氣旋。

### 強烈熱帶氣旋朱迪（Judy）
2月22日，一個低壓在薩摩亞附近形成，美國海軍研究實驗室給予擾動編號94P。
2月24日上午9時，斐濟氣象局判定其為一個熱帶擾動，給予編號08F。
2月26日晚間9時，斐濟氣象局將其升格為熱帶低氣壓。
2月27日上午9時，聯合颱風警報中心將其升格為熱帶風暴，給予編號15P。上午10時，斐濟氣象局將其升格為一級熱帶氣旋，並命名為朱迪（Judy）。
2月28日凌晨0時，斐濟氣象局將其升格為二級熱帶氣旋。下午3時，聯合颱風警報中心將其升格為一級熱帶氣旋。晚間9時，斐濟氣象局將其升格為三級強烈熱帶氣旋。
3月1日，凌晨3時，聯合颱風警報中心將其升格為二級熱帶氣旋。上午9時，斐濟氣象局將其升格為四級強烈熱帶氣旋。下午2時，聯合颱風警報中心將其升格為三級熱帶氣旋。
3月2日，凌晨3時，聯合颱風警報中心將其降格為二級熱帶氣旋。下午2時，斐濟氣象局將其降格為三級強烈熱帶氣旋。晚間9時，聯合颱風警報中心將其降格為一級熱帶氣旋。
3月3日下午3時，聯合颱風警報中心將其降格為熱帶風暴。晚間8時，斐濟氣象局將其降格為二級熱帶氣旋。

### 強烈熱帶氣旋凱文（Kevin）
3月2日凌晨0時，熱帶低氣壓18U離開澳大利亞國家氣象局責任區進入南太平洋，因此改由斐濟氣象局接續發報。凌晨3時，聯合颱風警報中心將其升格為熱帶風暴，給予編號16P。上午7時，斐濟氣象局將其升格為一級熱帶氣旋，並命名為凱文（Kevin）。上午9時，斐濟氣象局將其升格為二級熱帶氣旋。
3月3日凌晨3時，斐濟氣象局將其升格為三級強烈熱帶氣旋。同時，聯合颱風警報中心將其升格為一級熱帶氣旋。下午3時，聯合颱風警報中心將其升格為二級熱帶氣旋。
3月4日凌晨3時，斐濟氣象局將其升格為四級強烈熱帶氣旋。同時，聯合颱風警報中心將其升格為三級熱帶氣旋。上午9時，斐濟氣象局將其升格為五級強烈熱帶氣旋。同時，聯合颱風警報中心將其升格為四級熱帶氣旋。
3月5日凌晨1時，聯合颱風警報中心將3月4日上午8時之風速更改為140節（每小時260公里），認定其曾達到五級熱帶氣旋之強度。凌晨3時，斐濟氣象局將其降格為四級強烈熱帶氣旋。同時，聯合颱風警報中心將其降格為三級熱帶氣旋。上午9時，聯合颱風警報中心將其降格為二級熱帶氣旋。下午3時，聯合颱風警報中心將其降格為一級熱帶氣旋。晚間8時，斐濟氣象局將其降格為三級強烈熱帶氣旋。晚間9時，聯合颱風警報中心將其降格為熱帶風暴。
3月6日凌晨2時，斐濟氣象局將其降格為二級熱帶氣旋。凌晨3時，聯合颱風警報中心將其降格為亞熱帶風暴。

## 未被國際命名的熱帶氣旋

### 熱帶低氣壓01F
12月9日，一個低壓在斐濟東南方形成，美國海軍研究實驗室給予擾動編號97P。
12月10日下午1時，斐濟氣象局判定其為一個熱帶擾動，給予編號01F。
12月11日晚間6時，聯合颱風警報中心判定其為副熱帶低氣壓。

### 熱帶擾動02F
12月29日，一個低壓在新喀里多尼亞東南方形成，美國海軍研究實驗室給予擾動編號91P。
12月30日上午9時，斐濟氣象局判定其為一個熱帶擾動，給予編號02F。
12月31日上午9時，聯合颱風警報中心判定其為亞熱帶風暴。

### 熱帶擾動03F
1月4日，一個低壓在新喀里多尼亞東南方形成，美國海軍研究實驗室給予擾動編號95P。
1月6日下午1時，斐濟氣象局判定其為一個熱帶擾動，給予編號03F。

### 熱帶低氣壓06F
1月18日，一個低壓在約克角半島以東形成，美國海軍研究實驗室給予擾動編號92P。
1月20日下午5時，斐濟氣象局將其升格為熱帶低氣壓，給予編號06F。
1月21日凌晨3時，聯合颱風警報中心將其升格為熱帶風暴，給予編號10P。
1月22日，其減弱為低壓並向西南方移動和消散。

### 熱帶擾動10F
3月8日，一個低壓在薩摩亞以南形成，美國海軍研究實驗室給予擾動編號99P。
3月9日上午7時，斐濟氣象局判定其為一個熱帶擾動，給予編號10F。

### 熱帶擾動11F
3月11日，斐濟氣象局判定其為一個熱帶擾動，給予編號11F。
3月13日，美國海軍研究實驗室給予擾動編號91P。

### 熱帶擾動12F
3月12日，斐濟氣象局判定其為一個熱帶擾動，給予編號12F。同日，美國海軍研究實驗室給予擾動編號90P。

### 熱帶擾動13F
4月14日，一個低壓在所羅門群島附近形成，美國海軍研究實驗室給予擾動編號99P。
4月15日晚間8時，斐濟氣象局判定其為一個熱帶擾動，給予編號13F。

## 氣旋季影響
以下表格顯示了2022－2023年南太平洋熱帶氣旋季的所有熱帶氣旋以及它們的登陸資料。在括號內的死亡人數屬於非直接，但仍與風暴有關的死亡。所有破壞及死亡數字都包括風暴在擾動及溫帶氣旋階段時的資料。
| 風暴名稱   | 持續日期                      | 最高強度         | 持續風速      | 氣壓                           | 影響地區             | 損失 （美元） | 死亡人數 | 來源 |
| ---------- | ----------------------------- | ---------------- | ------------- | ------------------------------ | -------------------- | ------------- | -------- | ---- |
| 01F        | 12月10日－12月13日            | 熱帶低氣壓       | 每小時45公里  | 1,005百帕斯卡（29.68英寸汞柱） | 斐濟                 | 無            | 無       |      |
| 02F        | 12月30日－2023年1月1日        | 熱帶擾動         | 風力不詳      | 999百帕斯卡（29.50英寸汞柱）   | 新喀裡多尼亞         | 無            | 無       |      |
| 03F        | 1月6日－1月8日                | 熱帶擾動         | 風力不詳      | 1,000百帕斯卡（29.53英寸汞柱） | 新喀裡多尼亞         | 無            | 無       |      |
| 黑爾       | 1月8日(進入南太平洋)          | 一級熱帶氣旋     | 每小時75公里  | 994百帕斯卡（29.35英寸汞柱）   | 新喀裡多尼亞、紐西蘭 | 無            | 無       |      |
| 艾琳       | 1月16日－1月20日              | 二級熱帶氣旋     | 每小時100公里 | 984百帕斯卡（29.06英寸汞柱）   | 新喀里多尼亞、萬那杜 | 無            | 無       |      |
| 06F        | 1月20日－1月23日              | 熱帶低氣壓       | 每小時55公里  | 996百帕斯卡（29.41英寸汞柱）   | 新喀裡多尼亞、紐西蘭 | 無            | 4        |      |
| 加布里埃爾 | 2月10日－2月12日              | 三級強烈熱帶氣旋 | 每小時150公里 | 959百帕斯卡（28.32英寸汞柱）   | 諾福克島、紐西蘭     | 81.2億        | 11       |      |
| 朱迪       | 2月24日－3月4日               | 四級強熱帶氣旋   | 每小時175公里 | 945百帕斯卡（27.91英寸汞柱）   | 瓦努阿圖             | 無            | 無       |      |
| 凱文       | 3月2日－3月6日                | 五級強烈熱帶氣旋 | 每小時215公里 | 925百帕斯卡（27.32英寸汞柱）   | 所羅門群島、萬那杜   | 無            | 無       |      |
| 10F        | 3月9日－3月14日               | 熱帶擾動         | 風力不詳      | 1,006百帕斯卡（29.71英寸汞柱） | 紐埃                 | 無            | 無       |      |
| 11F        | 3月11日－3月24日              | 熱帶擾動         | 風力不詳      | 1,006百帕斯卡（29.71英寸汞柱） | 無                   | 無            | 無       |      |
| 12F        | 3月12日－3月22日              | 熱帶擾動         | 風力不詳      | 1,005百帕斯卡（29.68英寸汞柱） | 無                   | 無            | 無       |      |
| 13F        | 4月15日－4月19日              | 熱帶擾動         | 風力不詳      | 999百帕斯卡（29.50英寸汞柱）   | 無                   | 無            | 無       |      |
| 季節總結   |                               |                  |               |                                |                      |               |          |      |
| 13個系統   | 2022年12月10日－2023年4月19日 |                  | 每小時215公里 | 925百帕斯卡（27.32英寸汞柱）   |                      | 81.2億        | 15       |      |

## 風暴名稱
本年未用名稱以灰色表示，黑體字表示今年已經使用過，粗體名稱表示該風暴活躍中，橙色表示下一個即將使用的熱帶氣旋名稱。
| - Hale - Irene - Judy - Kevin - Lola（未用） | - Mal（未用） - Nat（未用） - Osai（未用） - Pita（未用） - Rae（未用） |  |

如果熱帶氣旋從澳洲地區進入南太平洋（在東經160度以西），它會繼續沿用澳洲氣象局為它命名的名字。以下的熱帶氣旋都是使用這方法作出命名。
- Gabrielle

## 外部連結
- 世界氣象組織（页面存档备份，存于）
- 澳洲氣象局（页面存档备份，存于）
- 斐濟氣象部門（页面存档备份，存于）
- 紐西蘭氣象局（页面存档备份，存于）
- 美國聯合颱風警報中心(JTWC)（页面存档备份，存于）

## 参見
- 2022年太平洋颱風季
- 2022年太平洋颶風季
- 2022年大西洋颶風季
- 2022年北印度洋氣旋季
- 2023年太平洋颱風季
- 2023年太平洋颶風季
- 2023年大西洋颶風季
- 2023年北印度洋氣旋季
- 2022－2023年西南印度洋熱帶氣旋季
- 2022－2023年澳洲地區熱帶氣旋季